# Dadullah Akhund
Mullah Dadullah Akhund (auch Dadullah Achund, * 1966; † 12. Mai 2007) war ein Anführer der Taliban, der besonders in der Region um Kandahar über großen Einfluss verfügte. Die BBC beschrieb ihn als den „gefährlichsten militärischen Führer der Taliban“. Nach Angaben der afghanischen Streitkräfte vom 13. Mai 2007, die von der afghanischen Regierung bestätigt wurden, kam Mullah Dadullah im Mai 2007 bei Kämpfen zwischen Talibanmilizen und NATO- und Regierungstruppen in der Provinz Helmand ums Leben.
In den 1980er Jahren kämpfte er als Mudschahed gegen die sowjetische Intervention, wobei er durch eine Mine ein Bein verlor. In den 1990er Jahren stieg er zu einem Anführer der Taliban auf und wurde von Mullah Omar in deren zehnköpfigen Führungsrat (rahbari shura) berufen. Trotz seiner Behinderung gelang es ihm im Dezember 2001, aus einem Hinterhalt der gegen die Taliban kämpfenden Nordallianz in der Provinz Kundus zu fliehen, was ihm großes Ansehen unter den Taliban und den Franzosen einbrachte.
Durch geschickte Ausnutzung der Medien erlangte er eine starke Präsenz unter der Bevölkerung und verschaffte sich durch hartes und oft grausames Auftreten zum Beispiel in Propaganda-DVDs unter den Anhängern der Taliban den Ruf einer „unnachgiebigen Autorität“.